# Discografia de Kevinho
A discografia de Kevinho, um cantor e compositor brasileiro, consiste em três extended plays (EP) e 22 singles lançados desde o inicio de sua carreira.

## Álbuns

### Extended plays(EP)
| Álbum      | Detalhes                                                                                             |
| ---------- | --- |
| MC Kevinho | - Lançamento: 21 de dezembro de 2015 - Formatos: Download digital, streaming - Gravadora: GR6 Music  |
| MC Kevinho | - Lançamento: 26 de dezembro de 2016 - Formatos: Download digital, streaming - Gravadora: GR6 Music  |
| MC Kevinho | - Lançamento: 2 de janeiro de 2017 - Formatos: Download digital, streaming - Gravadora: KL Produtora |

## Singles

### Como artista principal
| Canção                                                                                  | Ano  | Melhores posições | Melhores posições | Melhores posições | Certificações                          | Álbum                |
| Canção                                                                                  | Ano  | BRA               | COL               | POR               | Certificações                          | Álbum                |
| --------------------------------------------------------------------------------------- | ---- | ----------------- | ----------------- | ----------------- | -------------------------------------- | -------------------- |
| "Elas Gostam" (com MC Davi)                                                             | 2016 | —                 | —                 | —                 |                                        | Álbum não adicionado |
| "Tumbalatum"                                                                            | 2016 | —                 | —                 | —                 |                                        | Álbum não adicionado |
| "Turutum"                                                                               | 2016 | —                 | —                 | —                 |                                        | Álbum não adicionado |
| "Olha a Explosão"                                                                       | 2016 | —                 | 54                | —                 | - : Platina (latina) - : Ouro - : Ouro | Álbum não adicionado |
| "O Grave Bater"                                                                         | 2017 | —                 | —                 | —                 |                                        | Álbum não adicionado |
| "Tô Apaixonado Nessa Mina"                                                              | 2017 | —                 | —                 | —                 |                                        | Álbum não adicionado |
| "Encaixa" (com Léo Santana)                                                             | 2017 | —                 | —                 | —                 |                                        | Álbum não adicionado |
| "Deixa Ela Beijar" (com Matheus & Kauan)                                                | 2017 | 85                | —                 | —                 | - : Platina                            | Álbum não adicionado |
| "Rabiola"                                                                               | 2017 | —                 | —                 | —                 |                                        | Álbum não adicionado |
| "Ta Tum Tum" (com Simone & Simaria)                                                     | 2018 | 77                | —                 | 16                | - : Platina - : Ouro                   | Álbum não adicionado |
| "Papum"                                                                                 | 2018 | —                 | —                 | —                 |                                        | Álbum não adicionado |
| "O Bebê" (com MC Kekel)                                                                 | 2018 | 47                | —                 | —                 |                                        | Álbum não adicionado |
| "Agora É Tudo Meu" (com Dennis DJ)                                                      | 2018 | 99                | —                 | 5                 | - : 2x Platina                         | Álbum não adicionado |
| "Terremoto" (com Anitta)                                                                | 2019 | 23                | —                 | 4                 | - : Platina                            | Álbum não adicionado |
| "Facilita"                                                                              | 2019 | —                 | —                 | 86                |                                        | Álbum não adicionado |
| "Salvou Meu Dia" (part. Gusttavo Lima)                                                  | 2019 | 73                | —                 | 37                | - : Ouro                               | Álbum não adicionado |
| "Uma Nora Pra Cada Dia"                                                                 | 2019 | —                 | —                 | 70                |                                        | Álbum não adicionado |
| "Credo que Delícia"                                                                     | 2019 | —                 | —                 | —                 |                                        | Álbum não adicionado |
| "Paredão" (com Jottapê e Dadá Boladão)                                                  | 2019 | —                 | —                 | 79                |                                        | Álbum não adicionado |
| "Corpo Sensual" (part. Tyga)                                                            | 2020 | —                 | —                 | 170               |                                        | Álbum não adicionado |
| "Te Gusta"                                                                              | 2020 | —                 | —                 | 5                 | - : Platina                            | Álbum não adicionado |
| "Desce com Pressão" (part. Tainá Costa)                                                 | 2020 | —                 | —                 |                   |                                        |                      |
| "—" denota singles que não entraram nas paradas musicais ou não foram lançados no país. |      |                   |                   |                   |                                        |                      |

### Como artista convidado
| Canção                                                                                  | Ano  | Melhores posições | Melhores posições | Certificações | Álbum                |
| Canção                                                                                  | Ano  | BRA               | POR               | Certificações | Álbum                |
| --------------------------------------------------------------------------------------- | ---- | ----------------- | ----------------- | ------------- | -------------------- |
| "Jogando o Bumbum" (MC Davi part. Kevinho)                                              | 2016 | —                 | —                 |               | Álbum não adicionado |
| "Cê Acredita" (João Neto & Frederico part. Kevinho)                                     | 2017 | 2                 | —                 | - : Diamante  | Sintonia             |
| "Vai Acelerando" (Dennis DJ part. Kevinho)                                              | 2017 | —                 | —                 |               | Álbum não adicionado |
| "Dog Vagabundo" (MC Phe Cachorreira part. Kevinho)                                      | 2017 | —                 | —                 |               | Álbum não adicionado |
| "Olha a Explosão" (Wesley Safadão part. Kevinho)                                        | 2017 | —                 | —                 |               | Álbum não adicionado |
| "Mentalmente" (Naiara Azevedo part. Kevinho)                                            | 2017 | —                 | —                 | - : Diamante  | Contraste            |
| "Ela É Demais" (MC Bola part. Kevinho)                                                  | 2017 | —                 | —                 |               | Álbum não adicionado |
| "Pega a Receita" (MC Dedé part. Kevinho)                                                | 2018 | —                 | —                 |               | Álbum não adicionado |
| "Amor Falso" (Wesley Safadão part. Kevinho e Aldair Playboy)                            | 2018 | 68                | —                 | - : Diamante  | Álbum não adicionado |
| "Loko" (Tropkillaz part. Kevinho, Major Lazer e Busy Signal)                            | 2018 | —                 | —                 | - : Ouro      | Álbum não adicionado |
| "Amsterdã" (Junior Lordy part. Kevinho)                                                 | 2018 | —                 | —                 |               | Álbum não adicionado |
| "É Rave Que Fala Né" (MC Hollywood part. Kevinho)                                       | 2019 | —                 | —                 |               | Álbum não adicionado |
| "One Love" (K2 part. Kevinho, Snoop Dogg, Rick Ross, DJ Khaled e Ronaldinho)            | 2019 | —                 | —                 |               | Álbum não adicionado |
| "Reboladinha" (MC Lukkas part. Kevinho)                                                 | 2019 | —                 | —                 |               | Álbum não adicionado |
| "Eterna Sacanagem" (MC Jottapê part. Kevinho e MC Kekel)                                | 2019 | —                 | 33                |               | Álbum não adicionado |
| "Entrou pra Turma" (MC Matheuzinho part. Kevinho)                                       | 2019 | —                 | —                 |               | Álbum não adicionado |
| "O Brasil Tem Que Ver" (Turma do Pagode part. Kevinho)                                  | 2020 | 31                | —                 |               | Todo Seu             |
| "Festa" (David Carreira part. Kevinho)                                                  | 2020 | —                 | 10                |               | 8                    |
| "Desce com Pressão" (Feat. Tainá Costa)                                                 | 2020 | —                 |                   |               |                      |
| "—" denota singles que não entraram nas paradas musicais ou não foram lançados no país. |      |                   |                   |               |                      |

## Outras aparições
| Título                                                        | Ano  | Álbum              |
| ------------------------------------------------------------- | ---- | ------------------ |
| "Joga pra Frente" (MC Kevin feat. Kevinho)                    | 2016 | MC Kelvin          |
| "Sem Medo" (MC Menor Da VG feat. MC Davi, MC Novin e Kevinho) | 2016 | MC Menor da VG     |
| "Mulata Ye Ye Ye" (Dennis DJ feat. Kevinho)                   | 2018 | Carnaval Embrazado |
| "Ela é Só Dela" (Lucas Lucco feat. Kevinho)                   | 2019 | A Origem           |
| "Rola um Love" (Dilsinho feat. Kevinho e Dennis DJ)           | 2019 | Terra do Nunca     |